# Diamine
| Technisch wichtige Diamine (Auswahl) |
| Allgemeine Struktur eines Diamins. Die primären Amino-Gruppen (NH2) sind blau markiert, R ist ein zweibindiger organischer Rest (z. B. eine para-Phenylengruppe). |
| Hexamethylen-1,6-diamin |
| 2,4-Diaminotoluol |
| Diphenylmethan-4,4'-diamin |
| Isophorondiamin |

Diamine sind eine Stoffgruppe in der organischen Chemie. Es sind aliphatische oder aromatische Verbindungen, die zwei Aminogruppen (NH2) enthalten. Geminale Diamine, bei denen sich die beiden Aminogruppen am selben Kohlenstoffatom befinden, werden als Aminale bezeichnet.

## Eigenschaften
Im Gegensatz zu aromatischen Diaminen – wie z. B. Phenylendiamin – sind viele aliphatische Diamine in Wasser löslich. Die Lösungen reagieren alkalisch. Mit Säuren bilden Diamine Salze. So entstehen z. B. durch Umsetzung des Diamins 1 (R = zweibindiger organischer Rest, z. B. 1,2-Ethylen oder Phenylen) mit Salzsäure Dihydrochloride 2, die meist gut wasserlöslich sind:

## Verwendung
Diamine werden verwendet als
- Stabilisatoren von Melaminharzen,
- Zusätze zu Epoxidharzen,
- zur Synthese von Farbstoffen,
- zur Synthese von Arzneistoffen,
- zur Synthese von Diisocyanaten,
- Ausgangsstoff für Polyamide,
- Liganden in der Komplexchemie etc.

### Diisocyanate
Diisocyanate werden aus Diaminen durch Umsetzung mit Phosgen (COCl2) hergestellt:
Der Reaktionsverlauf entspricht der Umsetzung von primären Aminen mit Phosgen. Diisocyanate sind technisch wichtige Rohstoffe für die Herstellung von Polyurethanen (z. B. „Bauschaum“).